# Rudy Lewis
Rudy Lewis (* 23. August 1936 in Philadelphia, Pennsylvania; † 20. Mai 1964 in New York City, New York) war ein Rhythm-and-Blues-Sänger, der vor allem als Mitglied der Drifters bekannt wurde.

## Leben
Lewis begann seine Musikkarriere als Mitglied der Gospelband von Clara Ward. 1960 sang er dann bei den Drifters vor, deren ehemaliger Leadsänger Ben E. King die Band kurz zuvor verlassen hatte. Er wurde prompt engagiert.
In den nächsten Jahren sang er dann die Leadstimme auf Hits wie Some Kind Of Wonderful, Please Stay, On Broadway und Up On The Roof, bis seine Karriere urplötzlich endete: Am 20. Mai 1964 wurde er tot in seinem Bett aufgefunden. Die Todesursache ist unklar. Einige vermuten einen Drogentod, andere, er sei im Schlaf erstickt. Seinen Platz bei den Drifters nahm Johnny Moore ein. Er wurde 27 Jahre alt und wird zum Klub 27 gezählt.